# Benedetto Accolti den yngre
Benedetto Accolti (født 29. oktober 1497 i Arezzo i Italien, død 21. september 1549) var en af Den katolske kirkes kardinaler. Han var ærkebiskop af Ravenna. 
Han blev kreeret kardinal i maj 1527 af pave Clemens 7.. Det var pavens første konsistorium. 
I 1535 kastede pave Pave Paul 3. ham i Engelsborg af en ukendt grund. Han slap ud efter nogen måneder efter at havde udbetalt en stor sum penge.
Han efterlod sig flere skrifter på latin, hvoraf nogle var digte i samlingen Quinque illustrium poetarum carmina, som blev trykt i Firenze i 1562. 
Han var nevø til kardinal Pietro de Accolti.